# Eleazario da Sabrano
Eleazario da Sabrano (Ariano Irpino, Itália, c. 1330 — Avinhão, França, 8 de agosto de 1381) foi um cardeal italiano da Igreja Católica e penitenciário-mor da Penitenciaria Apostólica.

## Biografia
Filho de Guillaume da Sabrano e Françoise de Celano, nasceu em uma família nobre de origem francesa que desceu ao Reino de Nápoles. Um de seus tios com o mesmo nome foi um terciário franciscano canonizado em 1369 pelo Papa Urbano V.
Em 5 de setembro de 1373 foi eleito bispo de Chieti. Por ser um defensor do Papa Urbano VI, em meados de 1378, foi deposto pela rainha Joana I de Nápoles, que apoiou o Antipapa Clemente VII.
Foi criado cardeal-presbítero de Santa Sabina no consistório de 18 de setembro de 1378, presidido pelo Papa Urbano VI. No mesmo ano, foi nomeado penitenciário-mor da Penitenciária Apostólica.
Ele foi membro da comissão de cardeais que introduziu a causa de canonização de Brígida Birgersdotter da Suécia

Eleazario morreu em 8 de agosto de 1381 aos 51 anos.